# Monteprandone
Monteprandone est une commune italienne d'environ 12 880 habitants, située dans la province d'Ascoli Piceno, dans la région Marches, en Italie centrale.  
Saint Jacques de la Marche est patron et originaire de la Ville.

## Géographie
Centre de la zone sub-apennine des Marches, situé dans l’arrière-pays immédiat de San Benedetto del Tronto, à seulement 5 km de la mer Adriatique, sur la crête d’une courte dorsale qui sépare la vallée du torrent Ragnola (au nord) de celle du fleuve Tronto (au sud).
La seule partie de la ville, Centobuchi, est situé sur la Via Salaria et fait l’objet d’une grande expansion démographique liée à la proximité avec les grandes voies de communication et avec l’urbanisation de tout l’axe qui de la périphérie de San Benedetto del Tronto conduit à celle du chef-lieu de province d'Ascoli Piceno, qui se trouve à environ 20 km.

Vue panoramique de Monteprandone

## Origine du nom
La légende veut que le château ait été érigé au IXe siècle par un chevalier franc à la suite de Charlemagne. Son nom aurait été Brandone ou Prandone, d’où le nom du château et du village.

## Histoire
Le premier document historique concernant Monteprandone remonte à 1039 quand un certain Longino et un certain Guido Massaro firent don du bourg et de l’église San Nicola de Bari au Monastère de Santa Maria di Farfa dans la région Sabine, qui le tint jusqu’en 1292 quand, Spontanément, la population, pour des raisons de sécurité, décida de passer sous la protection d’Ascoli Piceno. Le lien avec Ascoli Piceno se fit encore plus fort grâce au pape Jean XXII qui, par la bulle du 13 mai 1323, l'accorda en fief perpétuel à Ascoli "pour la fidélité et les services rendus et en rétorsion à la rebelle Fermo" le tronçon de territoire entre le Tronto et le Ragnola, garantissant ce débouché stratégique pour les habitants d’Ascoli Piceno et annexant à la juridiction de Monteprandone ce Montecretaccio sous lequel il aurait dû se construire le port d’Ascoli.

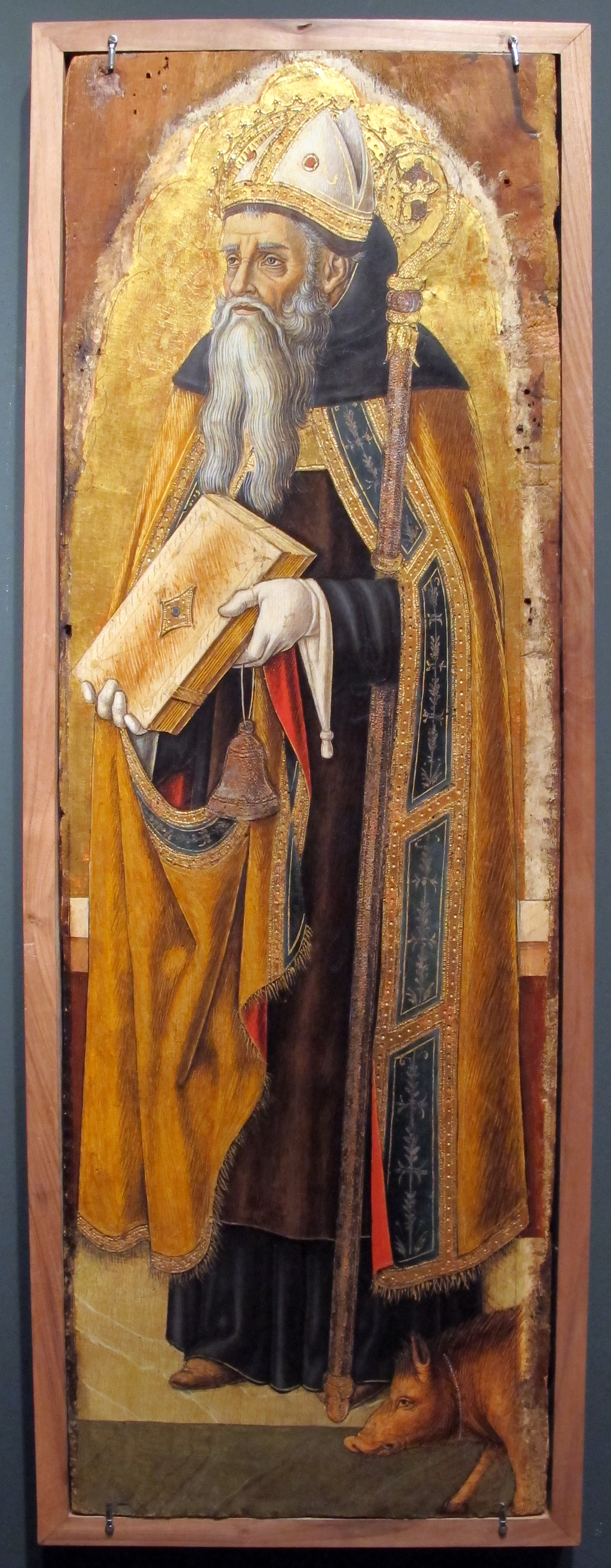
Saint’Antoine abbé de Monteprandone, Vittore Crivelli

Le château de Monteprandone était inadapté à la qualification de "ville" et comme communauté elle était restée toujours dans les limbes du paysan Ascolain et donc ne pouvait pas engendrer "noblesse civique". Cependant, la nomination du "podestat" était laissée à la communauté de Monteprandone dans une triade de trois nobles ascolains. Les familles notables de la communauté de Monteprandone furent : Allegretti, Aloysi, Amedei, Amici, Aureli, Blasocchi, Campanelli, Cappella, Carota, Castellani o Castellani Boccabianca, Corazza, Crocetta, Malfanti, Marozzi, Massi, Merlini, Nicolaj, Pallotta, Parissi, Pellili, Peroni (maintenant Pirri Salimei), Romandini, Rosati (puis Rosati di Monteprandone de Filippis Delfico) Rossi, Santomi ou Santoni, Sari (éteints dans une branche des Rosati, celui du col.Leopoldo), Serroni, Uriali, Zazza.
Entre le XIVe et le XVe siècle, trois autres cols furent annexés : Montetinello, Monterone et Monticelli, arrivant ainsi aux cinq cols que nous voyons aujourd’hui représentés dans les armoiries communales.
En 1935, un décret royal annexa, après de nombreuses tentatives survenues les années précédentes, le hameau Porto D’Ascoli, en le détachant de la commune de Monteprandone, pour des raisons d’avantage territorial, car San Benedetto est en pleine expansion et a besoin d’espace, et à la demande des citoyens eux-mêmes. 

## Monuments et patrimoine

### Architectures religieuses
Église Saint-Nicolas de Bari
Elle est également appelée l’église San Niccolò. D’origine très ancienne, car dans le territoire actuel de Monteprandone existait déjà au début de l’ère chrétienne l’église paroissiale de San Donato, témoignage de la présence vivante d’une communauté chrétienne des origines, liée à Truentum (aujourd’hui Martinsicuro). Au haut Moyen Âge, ce territoire avec ses châteaux de Sculcula et de Monte Cretaccio et ses églises fut soumis à l’évêque de Fermo et à l’abbaye de Farfa. L’église paroissiale actuelle, née "ab immemorabili" de l’ancien monastère farfense de San Leonardo, fut élevée au rang de collégiale en 1507. Restructurée entre 1639 et 1658, elle fut complètement refaite dans les premiers années du XIXe siècle en style néoclassique selon un dessin de l’architecte Pietro Maggi et fut reconsacrée par Mgr Bufarini en 1858. À l’intérieur  se trouve un crucifix en bois du XIVe siècle et un orgue à tuyaux réalisé sur dessin du Pérugin Angelo Morettini en 1839. C’est l’un des premiers orgues modernes enfermés dans une caisse de résonance en bois à un compartiment. Les Morettini furent une famille de bâtisseurs d’orgues dont l’activité a ensuite traversé tout le XIXe siècle.
Église de Santa Maria delle Grazie
Elle se trouve à 1,5 km du centre habité et fait partie du complexe du couvent franciscain qui fut érigé en 1449 justement grâce à saint Jacques de la Marche, le plus illustre citoyen fils de cette terre, dont les restes sont conservés dans cette église. Il y a un triptyque du XIVe siècle et des œuvres de Vincenzo Pagani et Cola d’Amatrice. À signaler également le cloître du XVIe siècle du couvent (dit aussi couvent de San Giacomo).

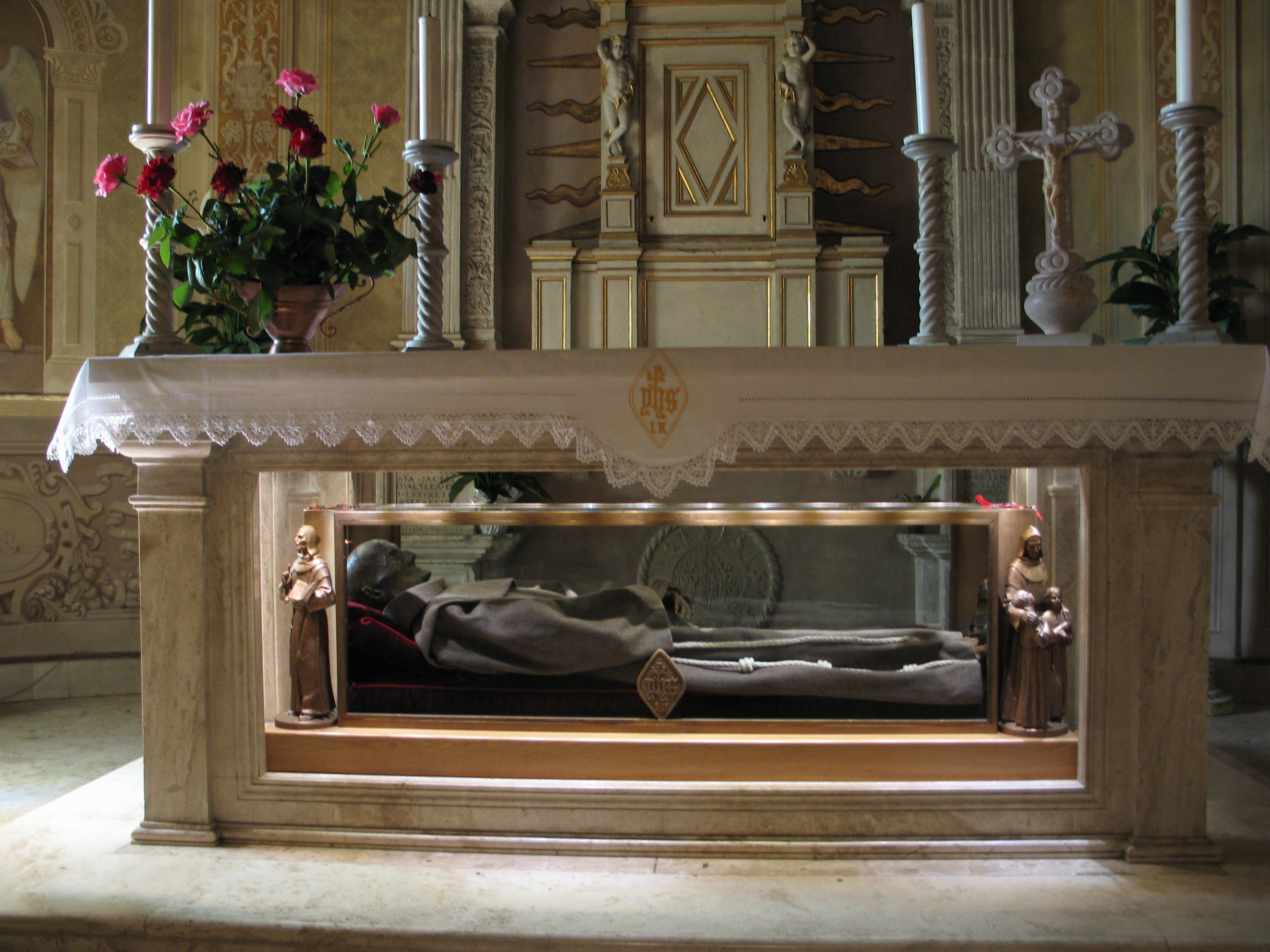
La dépouille de saint Jacques de la Marche dans l’Église franciscaine de Santa Maria delle Grazie.

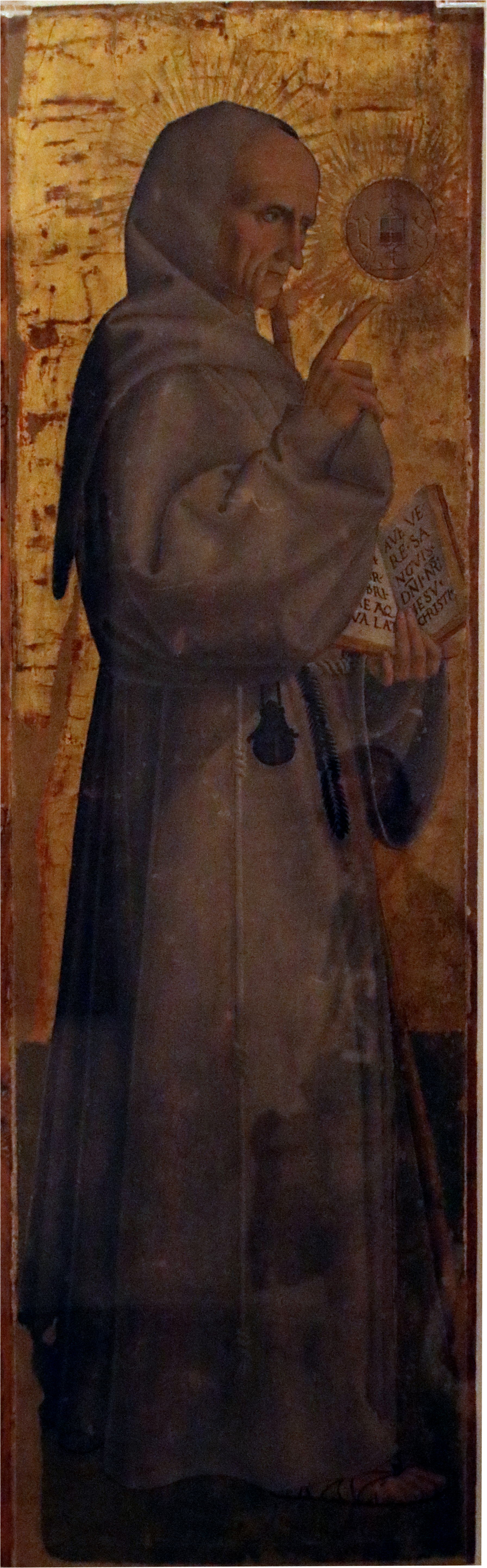
Saint Jacques de la Marche peint par Colla dell’Amatrice.

### Musée
Musée des codes
De la bibliothèque instituée par San Giacomo della Marca, enrichie même après sa mort jusqu’à atteindre plus de 700 pièces, il ne reste aujourd’hui qu’une petite partie. Mais la présence d’un codex du IXe – Xe siècle et de 54 codex du XIVe – XVe siècle est suffisante pour parler d’un authentique trésor d’une valeur artistique et culturelle inestimable, revenu à sa splendeur après la restauration soignée jusqu’en 2012 par l’Opificio delle Pietre dure de Florence. Les manuscrits sont conservés dans des vitrines prévues pour les protéger contre les effets des variations d’éclairage et de température. Ils font partie de la Librairie de San Giacomo, rassemblée au XVe siècle par le Saint pour favoriser l’instruction de confrères et de savants. Sermons, Laudes, ouvrages d’histoire et de littérature, manuscrits datant des XIVe et XVe siècles et même dans un cas au IXe siècle. Il s’agit de 60 volumes et il est possible de voir aussi une lettre de saint Jacques à saint Jean de Capestrano, datée de Rome le 14 décembre 1455. Sur certains codes, on peut encore lire la déclaration par laquelle saint Jacques fit connaître la personne qui lui avait donné ou vendu, le coût et le lieu de destination, qui à l’époque était le couvent de Santa Maria delle Grazie de Monteprandone.

## Administration
| Période                                  | Période  | Identité        | Étiquette | Qualité |
| ---------------------------------------- | -------- | --------------- | --------- | ------- |
| 13 juin 2004                             | En cours | Bruno Menzietti |           |         |
| Les données manquantes sont à compléter. |          |                 |           |         |

### Hameaux
Centobuchi

### Communes limitrophes
Acquaviva Picena, Colonnella, Controguerra, Martinsicuro, Monsampolo del Tronto, San Benedetto del Tronto

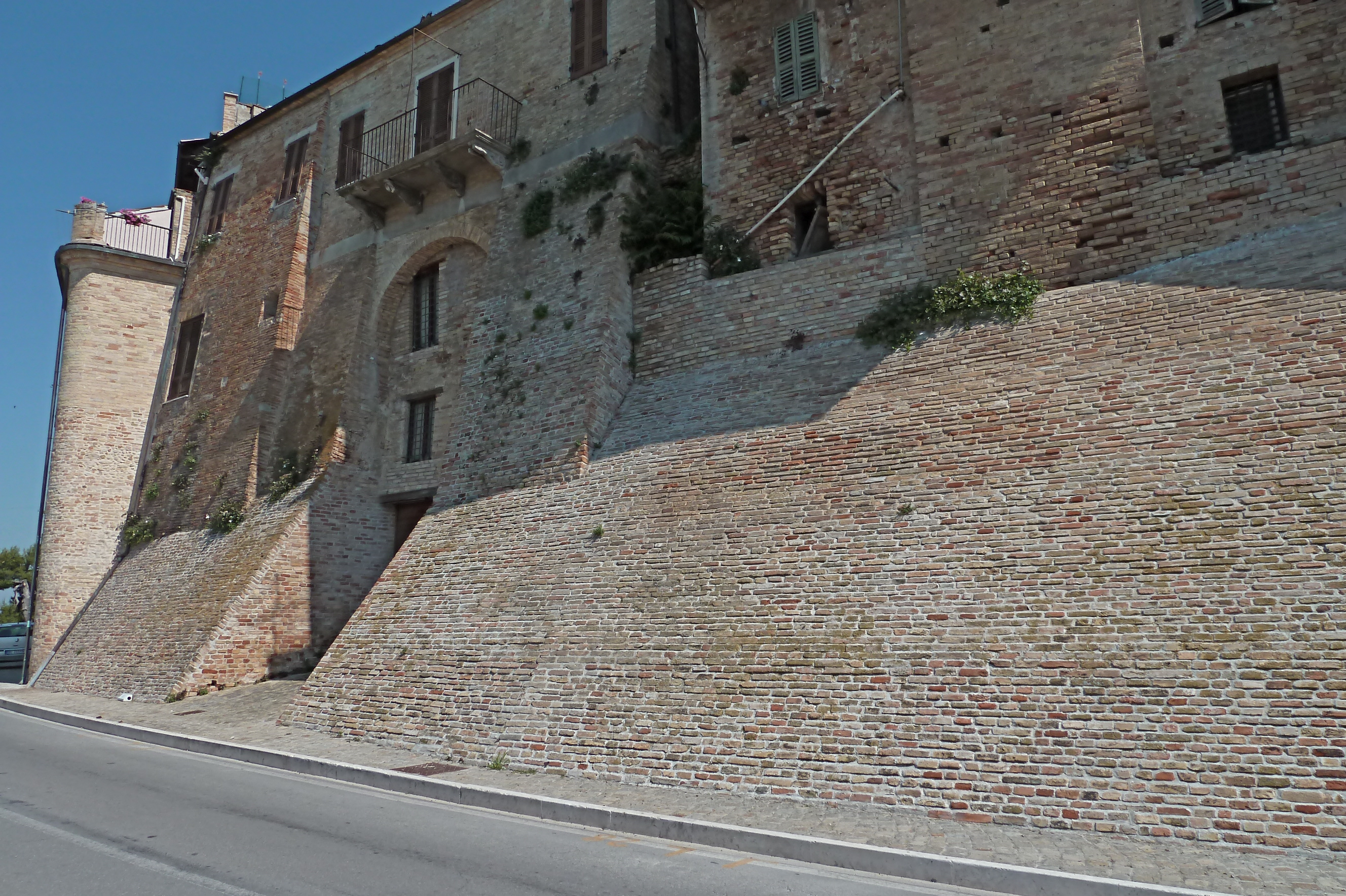
Murs de la Ville
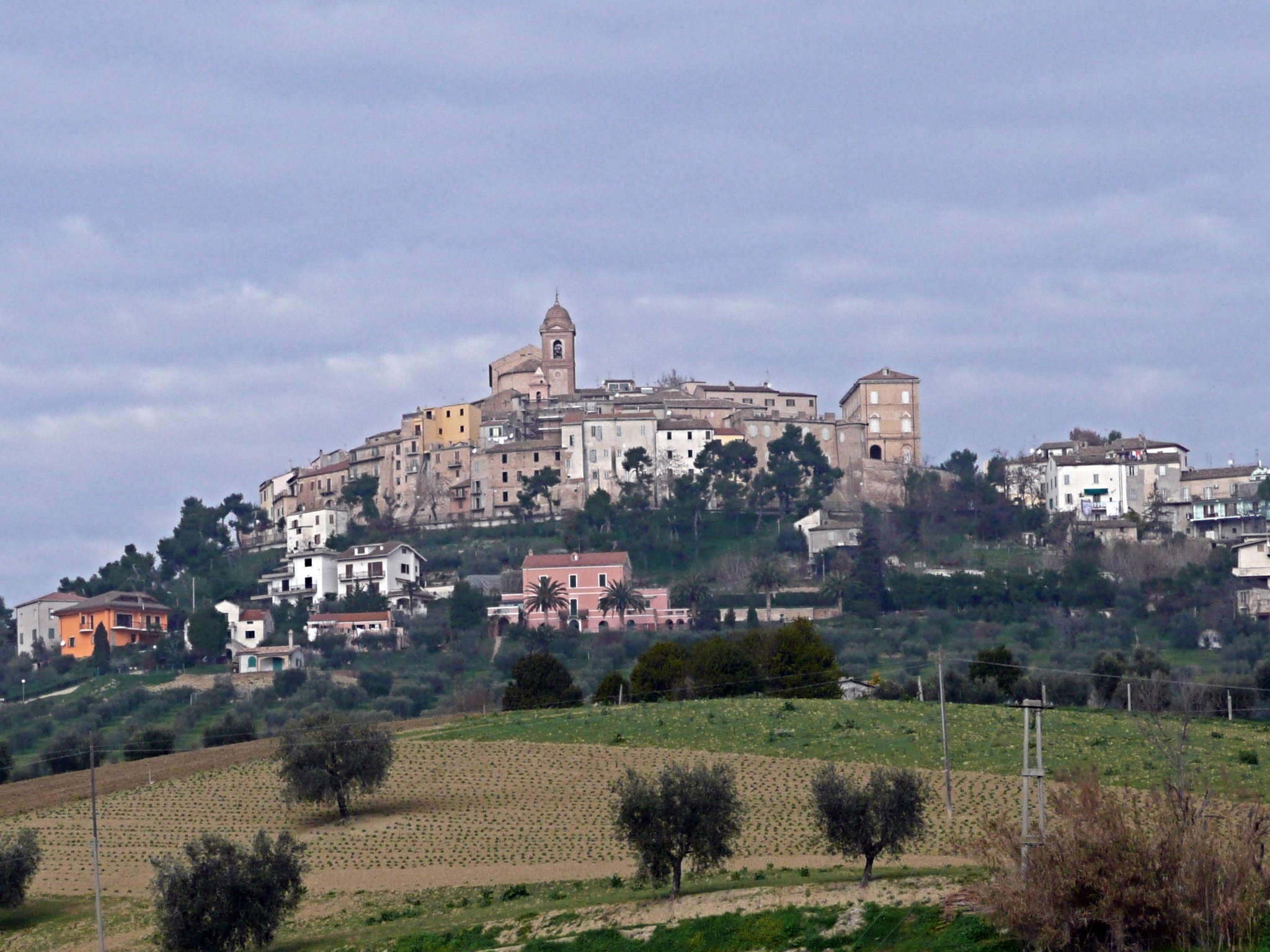
Vue générale de Monteprandone
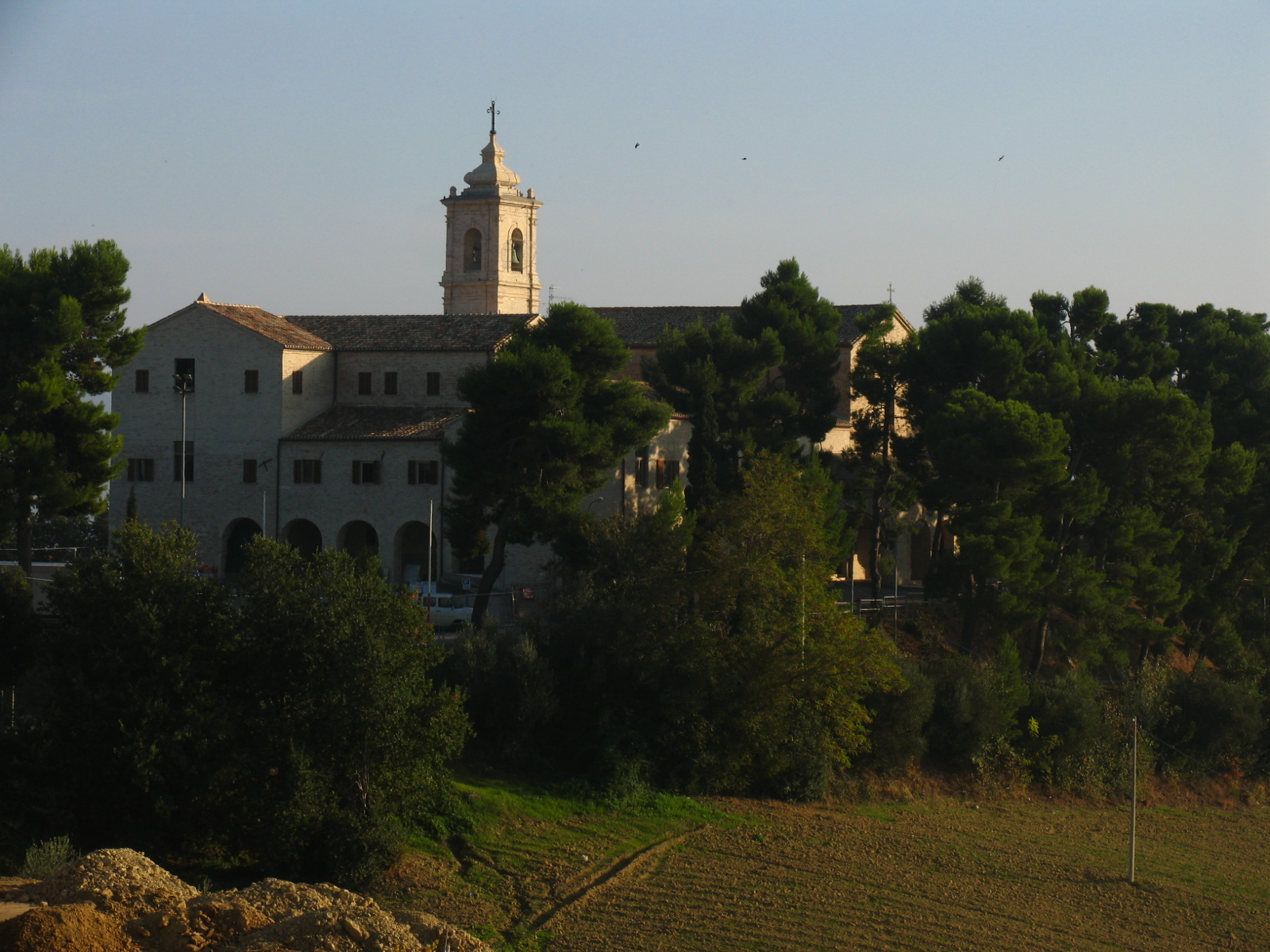
Vue du centre de Monteprandone

## Ethnies et minorités étrangères
Selon les données ISTAT[10] au 31 décembre 2015, la population étrangère résidente était de 113 personnes (8,79 %). Les nationalités les plus représentées par leur part dans la population résidente totale étaient:
Albanie, 409 (3,23%)
Chine, 184 (1,45%)
Roumanie, 138 (1,09%)

## Événements
Début août a lieu la fête des olives frites à l’ascolana et du ragoût de mouflon.
Le patron Saint-Jacques est fêté le 28 novembre.